# Dongjing
Dongjing (chinois : 井宿, pinyin : jǐng xiù), ou Jing, est une loge lunaire de l'astronomie chinoise. Son étoile référente (c'est-à-dire celle qui délimite la frontière occidentale de la loge) est μ Geminorum (Tejat Posterior). La loge occupe une largeur approximative de 33 degrés. L'astérisme associé à la loge contient, outre cette étoile, sept autres étoiles. En astrologie chinoise, cette loge est associée au groupe de l'oiseau vermillon du sud.

## Source
- (en) Francis Richard Stephenson et David A. Green, Historical supernovae and their remnants, Oxford, Oxford University Press, 2002, 252 p. (ISBN 0198507666), page 18.